# Wilhelm z Holandii
Wilhelm z Holandii zwany Papieskim Królem (de. Wilhelm von Holland, Pfaffen-König) (ur. ok. 1227, zm. 28 stycznia 1256 pod Alkmaar) - hrabia Holandii i Zelandii (jako Wilhelm II), antykról niemiecki w latach 1247–1254 (w opozycji do Fryderyka II i Konrada IV), jedyny król Niemiec w latach 1254–1256.
Był synem Florisa IV i Matyldy Brabanckiej. Po śmierci ojca w 1234 roku odziedziczył po nim hrabstwo Holandii. Ze względu na małoletność regencję w jego imieniu sprawowali stryjowie Wilhelm i Otto. Wilhelm z Holandii samodzielne rządy objął w 1239 roku. Wykazywał zdolności organizatorskie. W jego czasach w Holandii doszło do ożywienia gospodarczego i rozwoju miast.
Po śmierci Henryka Raspe stał się kandydatem stronnictwa antystaufijskiego do tronu Rzeszy. Dzięki zabiegom dyplomatycznym wuja Henryka II brabanckiego został w 1247 roku wybrany królem Niemiec przeciwko cesarzowi Fryderykowi II Hohenstaufowi i jego synowi Konradowi IV.
Prowadził udane kampanie wojenne w Nadrenii przeciwko Staufom. Po śmierci cesarza Fryderyka II w 1251 roku uzyskał wsparcie finansowe i uznanie tytułu królewskiego od papieża Innocentego IV. W 1252 roku po zawarciu sojuszu z księciem Ottonem I Welfem z Brunszwiku uzyskał potwierdzenie swojego wyboru na króla Niemiec od wszystkich elektorów. Powszechnego uznania doczekał się jednak dopiero po śmierci Konrada IV w 1254 roku.
W 1255 roku stanął na czele Związku Reńskiego i zaczął prowadzić politykę uprzywilejowania miast Rzeszy. Wywołało to niezadowolenie ze strony stronnictwa papieskiego, które próbowało go zdetronizować. W Holandii prowadził kampanię wojenną przeciw Fryzom. Zginął 28 stycznia 1256 w bitwie z Fryzami pod Alkmaarem. Pochowany został w Middelburgu.